# Avenue de Saint-Antoine
Cet article concerne la rue du 15e arrondissement. Pour celle du 2e, voir Rue Saint-Antoine (Marseille).
L’avenue de Saint-Antoine est une voie marseillaise située dans le 15e arrondissement de Marseille.

## Situation et accès
Cette grande avenue située dans l’extrémité nord de la ville démarre à l’intersection entre la traverse du Viaduc et l’avenue de la Viste, en continuité de cette dernière. Elle passe sous le pont des voies ferrées de la ligne de Lyon à Marseille via Grenoble où se trouve la gare éponyme et longe de nombreux commerces et restaurants du quartier. Elle croise ensuite les bretelles de l’autoroute A7 qui passe au dessus de l’avenue. Elle continue vers le nord dans le quartier de Notre-Dame-Limite, croise le chemin de Mimet, longe le ruisseau des Aygalades et se termine à la limite de la commune de Septèmes-les-Vallons où elle est prolongée par l’avenue du 8-Mai-1945.
Elle est desservie par les lignes de bus       du réseau RTM, la ligne 1 des bus de l'Étang ainsi que les lignes  51 89 du réseau lecar.

## Origine du nom
La rue doit son nom au quartier éponyme qu’elle traverse.

## Historique
Cette s'appelait auparavant « route Royale » puis « route nationale de Saint-Antoine » car elle faisait partie de la route nationale 8 qui reliait jusqu'en 2006 Aix-en-Provence à Toulon.
Elle est classée dans la voirie de Marseille le 7 juillet 1959.
Elle prend son nom actuel par délibération du conseil municipal du 28 juin 1993.

## Bâtiments remarquables et lieux de mémoire
- Au numéro 11 se trouve le centre commercial Marseille Grand Littoral, accessible par les avenues Jenny-Hélia et Millie-Mathys.
- L’avenue donne son nom à un album du rappeur marseillais Alonzo, sorti le 20 mai 2016[2].